# Военное кладбище Стэнли

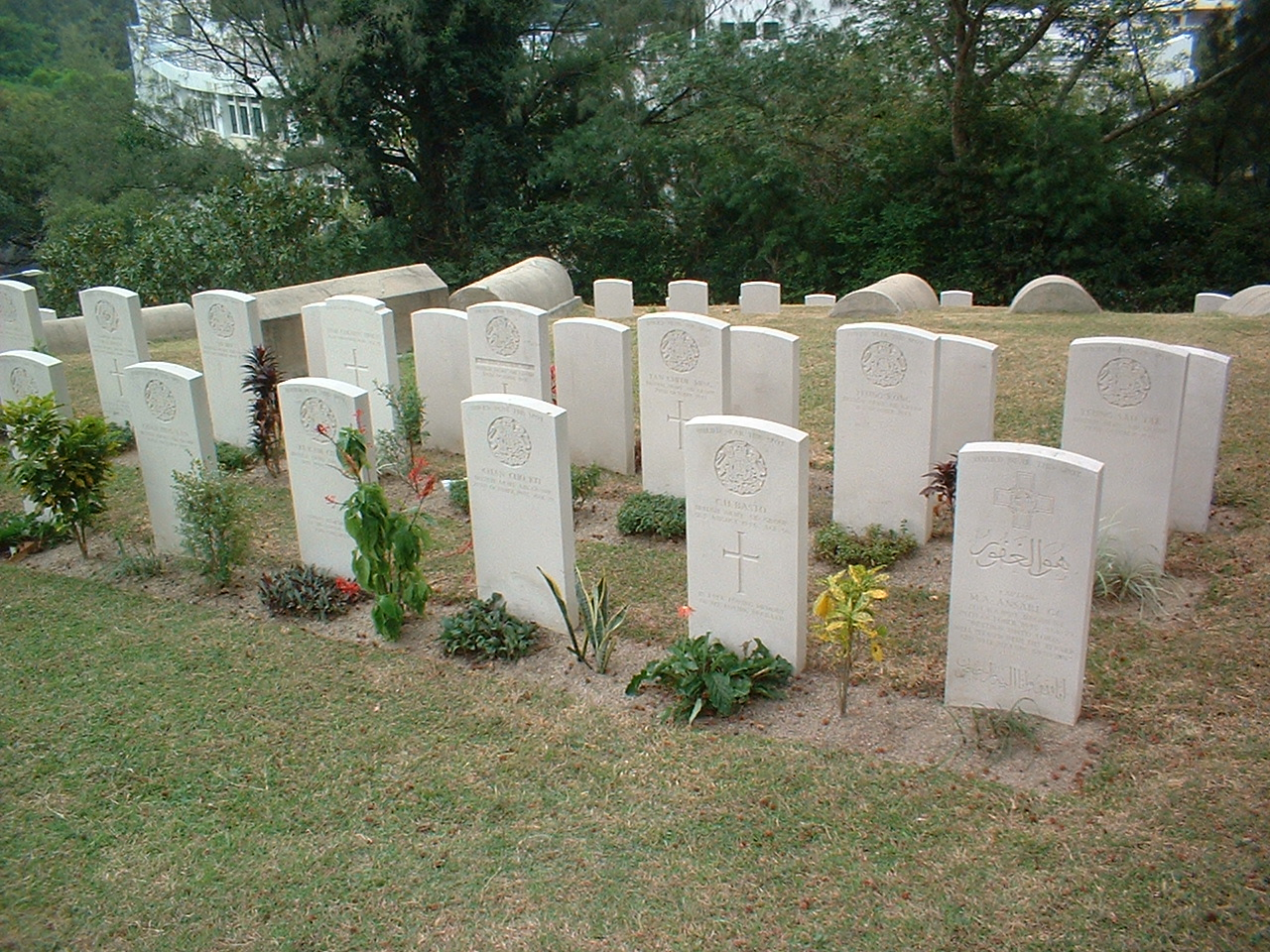
Захоронения Второй мировой войны

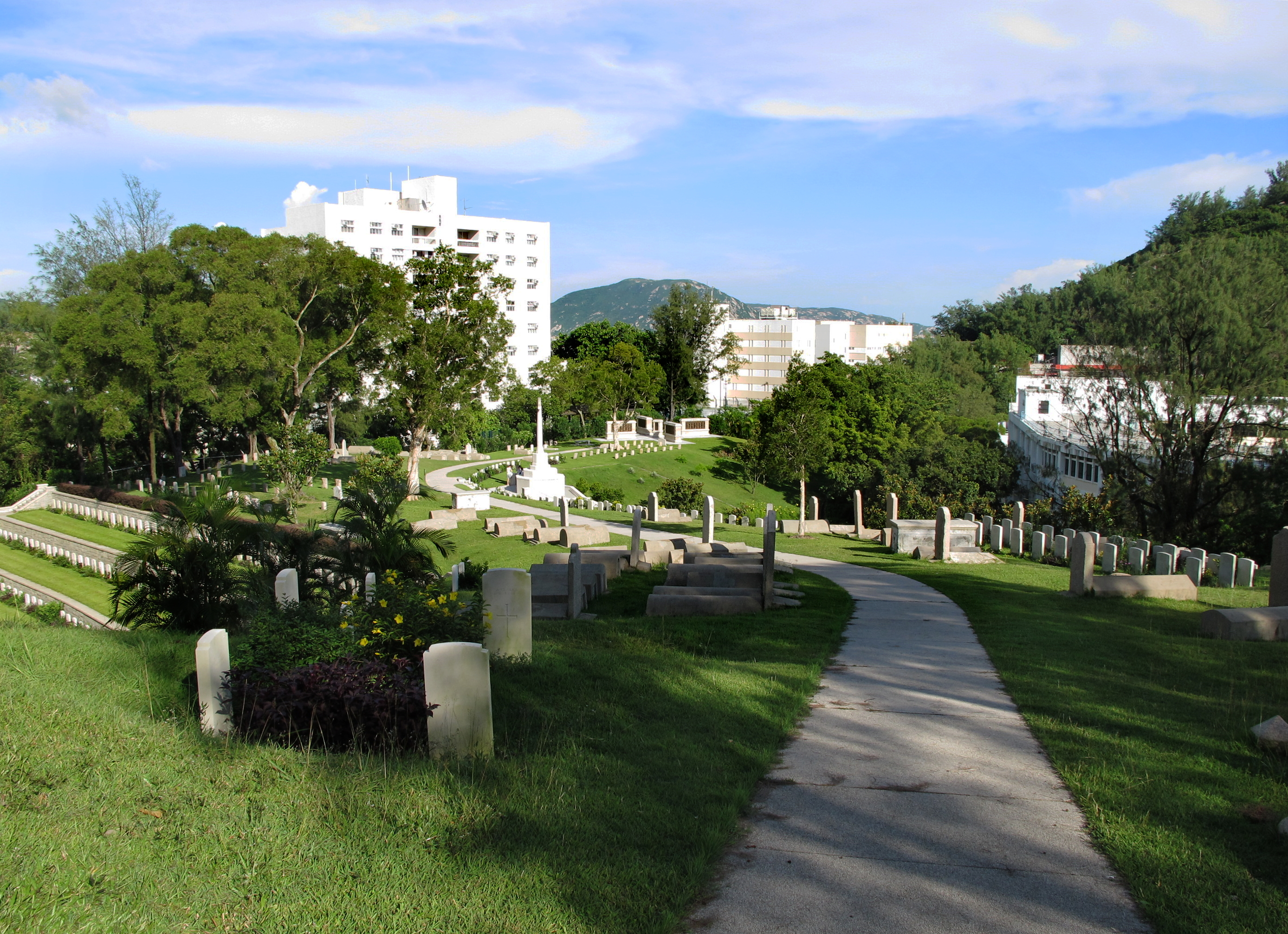

Военное кладбище Стэнли (кит. трад. 赤柱軍人墳場) — военное кладбище жертв Второй мировой войны. Расположено в Стэнли, Гонконг (ныне КНР). Одно из двух вместе с кладбищем Сайвань наибольших военных мемориалов Гонконга.
Основано в 1841 году во время Первой опиумной войны британскими колониальными властями. С 1841 по 1866 год использовалось для захоронений членов гарнизона колонии и их семей. Других захоронений здесь до начала Второй мировой войны (1939—1945) не было.
Кладбище имеет примерно треугольную форму и расположено на территории, резко возвышающейся над дорогой. К нему ведет лестница, ведущая к Кресту Жертвоприношения с крутыми травянистыми склонами с обеих сторон.
На кладбище находятся 598 могил времен Второй мировой войны (в том числе захоронения солдат британских союзников и двух сотрудников полиции Гонконга). Среди них 175 неопознанных, 96 — интернированных гражданских лиц (в том числе четверо детей). Среди похороненных несколько канадцев, отправленных в Гонконг за три недели до вторжения Японии.
Все могилы ныне ухожены, а кладбище в хорошем состоянии. В 2006 году были добавлены памятные стеновые блоки, на которых высечены имена более 2400 китайцев, пропавших без вести или погибших во время обеих мировых войн и не имеющих известных могил, многие из которых погибли в море во время службы на торговых судах союзников и королевских войсках, военных кораблях ВМФ.